# 榛名循環バスはるバス
榛名循環バスはるバス（はるなじゅんかんバスはるバス）は、群馬県高崎市の旧榛名町地区を運行するコミュニティバスである。群馬バスが受託している。
2023年1月28日から、「nolbé」「PASMO」、交通系ICカード全国相互利用サービスにおける利用が可能となった。

## 現行路線

### 斉渡・中北線
- （室田営業所 - エコール - 榛名中学校入口 - ） 室田営業所 - 榛名荘前 - 斉渡 - 雨堤 - KG入口 - 中込 - 室田営業所
  - →方向が斉渡先回り、←方向が中北先回り
  - 休日運休
  - 室田営業所 - エコール - 室田営業所間は登校日のみ1往復運転。

### 宮沢・白岩線
- 室田営業所 - （エコール） - 榛名中学校入口 - 中宮沢三叉路 - 十文字 - 白岩公民館東 - 鳥井沢 - （やすらぎ苑） - パワーセンター前 - （エコール） - 榛名中学校入口 - 室田営業所
  - →方向が宮沢先回り、←方向が白岩先回り
  - 休日運休

## 運賃
- 大人 200円、子供（小学生以下） 100円